# Conniella apterygia
Conniella apterygia – endemiczny gatunek ryby z rodziny wargaczowatych, jedyny przedstawiciel rodzaju Conniella. 

## Występowanie
Tropikalne wody wschodniego Oceanu Indyjskiego, przy północno-zachodnim wybrzeżu Australii. Występuje w małych grupach na sromych stoki na głębokości do 40 m w okolicy grupy atoli koralowych Rowley Shoals i Scott Reef.

## Charakterystyka
Dorasta do 8 cm długości.